# 壽豐菸葉改良場
23°52′35″N 121°30′56″E / 23.876377°N 121.515547°E
壽豐菸葉改良場是台灣菸酒公賣局的菸葉改良場，其在2002年被裁撤，現為壽豐鄉農會經營的「壽豐農學苑」，位於臺灣花蓮縣壽豐鄉，以推廣有機及自然農法耕作。其源自1918年設立在豐田的專賣局菸草耕作指導所，並在1935年遷至壽豐現址。

## 介紹
在日治時期1913年，位在花蓮港廳的吉野移民村首先開始試種黃色種菸草，由於此種菸草需求日增，遂陸續擴大種植。位在豐田移民村，由殖產局移民課所屬的指導所農場在1918年4月25日廢止後，改由專賣局的「煙草耕作指導所」，進行黃色種菸草的種植試驗。其在1934年12月19日改稱「花蓮港煙草試驗場」，並在1935年4月13日遷至壽移民村（花蓮郡壽庄壽96番地）。1939年7月1日，改為由專賣局菸草課管轄的「煙草試驗場花蓮港支場」。在1944，由於受到二戰影響，煙草試驗工作被迫暫停，花蓮港支場改隸屬於花蓮港廳專賣支局，僅能從事菸葉品種的保存及栽培。當時附近無住家亦無人耕種，且無病蟲害問題，可分區試種和實驗，加上附近有壽尋常小學校，方便日人子女受教。
1950年7月，公賣局花蓮分所與菸葉耕作事業改進社花蓮分社合作恢復試驗業務，並更名為「菸葉試驗所花蓮示範場」。在1972年改名為「菸葉試驗所花蓮改良場」，並在1994年配合試驗業務擴大，改名為「菸類試驗所花蓮改良場」。在2002年7月1日隨菸酒公賣局公司化後而被裁撤關場。
壽豐菸葉改良場自2012年7月由壽豐鄉農會承租，並將其規劃為「壽豐農學苑」，並在2013年11月啟用。